# Biblioteca privata di Friedrich Nietzsche

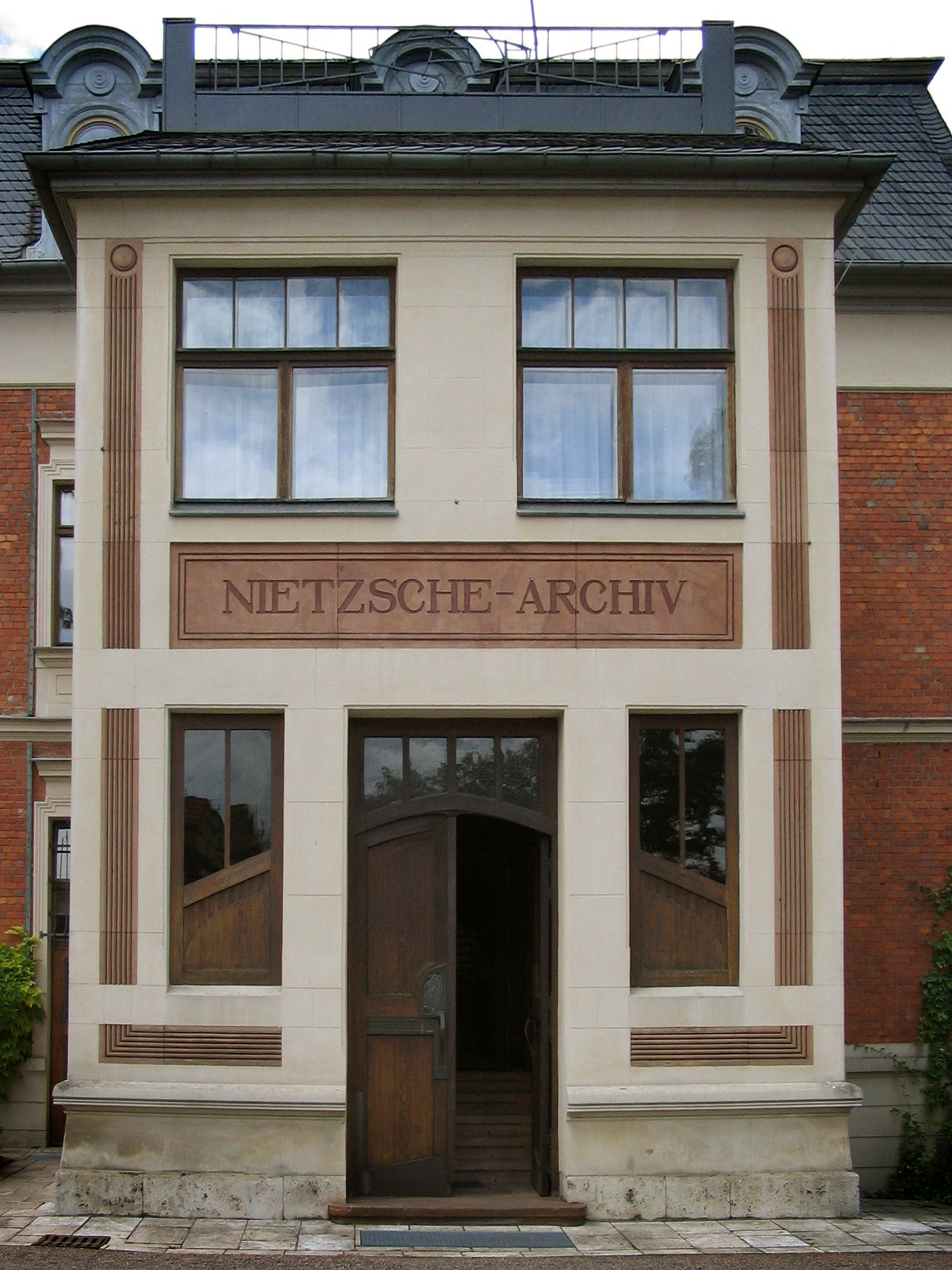
L'ingresso del Nietzsche-Archiv a Weimar.

La biblioteca privata di Friedrich Nietzsche è una raccolta di libri dell'omonimo filosofo, conservatasi dopo la sua morte. Ai giorni nostri è costituita da circa 1100 volumi, di cui circa 170 di questi contengono annotazioni scritte di suo proprio pugno, molte delle quali sostanziali. Tuttavia meno della metà di libri che lesse si possono oggi trovare nella sua biblioteca conservata all'interno della Herzogin Anna Amalia Bibliothek a Weimar.
L'elenco delle opere che compongono la biblioteca personale di Nietzsche è stata oggetto di alcune pubblicazioni in forma di cataloghi. Può essere menzionato in particolare il primo catalogo composto da Rudolf Steiner nel 1896, che elenca più di 1.000 opere, così come quello di Max Oehler (cugino del filosofo) nel 1942 si compone di 775 volumi. Il catalogo di riferimento attuale è il Nietzsches persönliche Bibliothek (a cura di G. Campioni, P. D'Iorio, M.C. Fornari, F. Fronterotta, A. Orsucci, Berlin, De Gruyter 2003).
La conoscenza di questa biblioteca consente, tra l'altro, di individuare i frammenti di testi altrui citati da Nietzsche e falsamente attribuiti a lui (vedi ad esempio: La volontà di potenza.)

## Autori principali

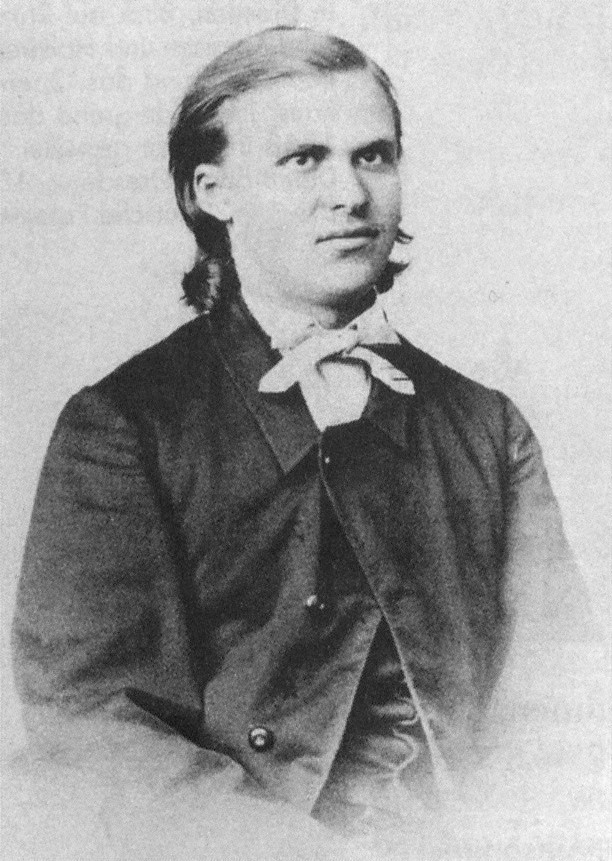
Nietzsche nel giugno del 1862.

Nietzsche fu uno studente e professore di filologia classica (all'università di Basilea) ed ebbe pertanto un'approfondita conoscenza degli antichi pensatori della filosofia greca; fu allievo di Friedrich Wilhelm Ritschl. Si appassionò alla mitologia greca; la prima edizione de La nascita della tragedia ebbe sulla copertina una rappresentazione figurata di Prometeo.
Tra i filosofi moderni le sue letture comprendevano Immanuel Kant, John Stuart Mill ed Arthur Schopenhauer - soprattutto Il mondo come volontà e rappresentazione, letto nel 1866, ma anche i Parerga e paralipomena e Sul volere nella natura - a cui dedicò la terza tra le sue considerazioni inattuali intitolata Schopenhauer come educatore i quali divennero in seguito tra i principali obiettivi critici della propria filosofia; menziona inoltre la lettura di Georg Wilhelm Friedrich Hegel avvenuta all'età di vent'anni.
Verso la fine della sua vita lesse il filosofo ebreo olandese del XVII secolo Baruch Spinoza (l'Ethica e il Trattato sull'emendazione dell'intelletto), che considerò uno dei suoi principali "precursori", in particolare per le sue critiche rivolte contro il libero arbitrio, la teleologia e i pensieri sul ruolo preponderante che svolgono gli affetti, la gioia e la tristezza sull'esistenza umana. Nietzsche tuttavia si oppose alla teoria spinoziana del "conatus", alla quale sostituì la sua "volontà di potenza"; sostituì inoltre la formula di Spinoza "Deus sive Natura" con quella di "Chaos sive Natura".
Nietzsche ammirò inoltre molto anche i moralisti francesi del XVII secolo come François de La Rochefoucauld, Jean de La Bruyère e Luc de Clapiers de Vauvenargues, i cui libri ricevette in dono dalla sorella Elisabeth Förster-Nietzsche nel 1869 nonché gli aforismi di Sébastien-Roch Nicolas de Chamfort; ma anche l'aforista tedesco Georg Christoph Lichtenberg.
Stimò anche Blaise Pascal e, soprattutto, Stendhal (con Il rosso e il nero).
Lesse sicuramente La filosofia dell'inconscio di Karl Robert Eduard von Hartmann per alcune allusioni fatte nelle sue opere.
Nel 1883 lesse gli Essais de psychologie contemporaine di Paul Bourget, da cui prese in prestito il termine francese "décadence"; Bourget ebbe una concezione organicista della società e Nietzsche all'epoca aveva già incontrato le teorie organicistiche nella Die Cellularpathologie (1858) di Rudolf Virchow ed in Des sociétés animales: étude de psychologie comparée (1879, tradotto in lingua tedesca nel 1887) di Alfred Espinas.
Nietzsche ebbe anche una certa familiarità con il Darwinismo attraverso la sua prima lettura della Geschichte des Materialismus und Kritik seiner Bedeutung in der Gegenwart (Storia del materialismo, 1866) di Friedrich-Albert Lange il quale critica il "gradualismo" di Charles Darwin; Lange alluse anche a Max Stirner (padre spirituale dell'anarchismo) in questo libro in cui egli erroneamente identificò con le posizioni assunte da Schopenhauer.
Ebbe poi modo di menzionare L'Eternité par les astres di Auguste Blanqui, che discusse la tesi di un "eterno ritorno" degli astri. Oltre a Lange lesse la Mechanisch-physiologische Theorie der Abstammungslehre (1884) del botanico antidarwinista Karl Wilhelm von Nägeli durante il periodo della composizione di Al di là del bene e del male e che divenne la sua principale fonte sulla fisiologia.

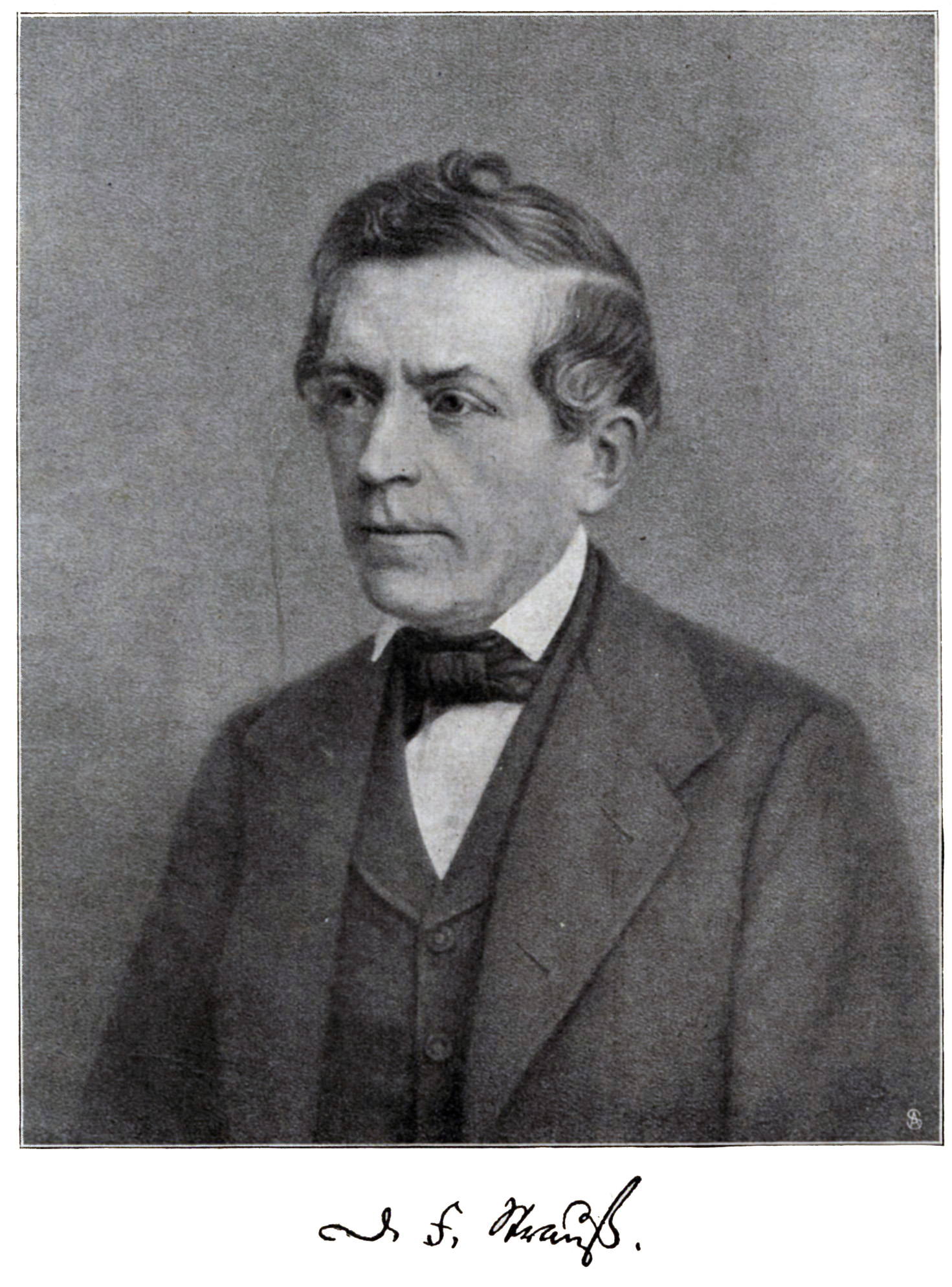
David Friedrich Strauß.

Nietzsche rivolse la sua attenzione al darwinismo sociale attraverso i lavori di Herbert Spencer (con la sua introduzione dei concetti biologici all'interno del pensiero morale), del già citato Mill e del teologo David Friedrich Strauß, a cui dedicò la prima delle sue Considerazioni inattuali (intitolata David Strauss. L'uomo di fede e lo scrittore del 1873).
Infine l'accademico Wolfgang Müller-Lauter ha dimostrato che Nietzsche lesse anche lo studioso di embriologia Wilhelm Roux (Der Kampf der Teile im Organismus 1881, l'opera che più ispirò Nietzsche alla sua concezione biologica del corpo, dell'identità e della messa in discussione della nozione moderna del soggetto).
In una lettera del 26 febbraio del 1888 indirizzata all'amico musicista Peter Gast Nietzsche menziona la sua lettura delle opere postume di Charles Baudelaire, pubblicate nel 1887.
Lesse inoltre La mia fede di Lev Tolstoj nella traduzione in lingua francese del 1885; lo storico ebraico Julius Wellhausen tramite i suoi studi sull'orientalismo e i Prolegomena zur Geschichte Israels (1882); il primo volume del Journal dei fratelli Edmond de Goncourt e Jules de Goncourt; i pensieri di Benjamin Constant sul teatro tedesco; La vita di Gesù di Ernest Renan (ed a cui si oppose).
Rifletté su I demoni di Fëdor Dostoevskij (nell'edizione francese del 1886 ma letto l'anno seguente, da cui prese il termine "nichilismo") e che ammirò per l'acutezza psicologica, oltre Umiliati e offesi, L'adolescente, Memorie dal sottosuolo, Memorie dalla casa dei morti; molti dei racconti di Guy de Maupassant; alcuni drammi di August Strindberg (Il padre del 1887); l'epistolario di Gustave Flaubert diretto a George Sand e Padri e figli di Ivan Sergeevič Turgenev.
Wellhausen divenne celebre per le sue ricerche critiche di esegesi biblica sulla storia dell'Antico Testamento e la composizione dell'Esateuco, attraverso l'inconfondibile atteggiamento scientifico adottato nel verificarne le questioni dubbie e i problemi, conducendolo verso un antagonismo frontale con la scuola più antica degli interpreti della Bibbia.
Egli divenne probabilmente maggiormente conosciuto per l'ipotesi documentaria sull'origine del Pentateuco; Wellhausen influenzò molto Nietzsche durante la stesura de L'Anticristo (1888) e prima nei suoi discorsi sulle discrepanze interne presenti nel testo biblico.
Di Victor Hugo lesse Notre-Dame de Paris. Conobbe parzialmente l'opera di Jules Lemaître e quella di Prosper Mérimée.
I quaderni di Nietzsche del 1888 contengono anche riferimenti all'antologia sullo scetticismo filosofico di Victor Brochard (Les Sceptiques Grecs, Parigi 1887) e al medico Charles Féré il quale aveva avviato degli studi sulla "teoria della degenerazione"; a Les Lois de Manou dello studioso di indologia Louis Jacolliot, che divenne per Nietzsche "il classico caso di 'bugia a fin di bene', l'ipocrita menzogna rappresentata dalla religione".
Nei suoi taccuini Nietzsche copiò diversi passaggi di Féré i quali furono successivamente inclusi, senza virgolette, in La volontà di potenza fatto pubblicare a cura di Elisabeth Förster-Nietzsche e di Peter Gast per la prima volta nel 1908.
Nietzsche fu anche un ammiratore e frequentatore dell'opera di Ralph Waldo Emerson. Tra i poeti tedeschi ammirò grandemente, ed accennò ripetutamente nelle sue opere, Friedrich Hölderlin (durante la prima dolescenza), Heinrich von Kleist, l'autore ebraico Heinrich Heine, Johann Wolfgang von Goethe (il supremo modello dell'individuo come totalità), Friedrich Schiller.
Lesse anche i libri del marito della sorella, l'agitatore antisemita ed appassionato wagneriano Bernhard Förster (Deutsche Kolonien im oberen Laplata-Gebiete mit besonderer Berücksichtigung von Paraguay e Richard Wagner in seiner nationalen Bedeutung, Lipsia 1886)), le memorie dell'amica Malwida von Meysenbug (Memoiren einer Idealistin, Stoccarda: 1876) e i testi di Lou von Salomé (che conobbe personalmente e a cui si dichiarò più volte ma senza mai ottenere alcun successo).

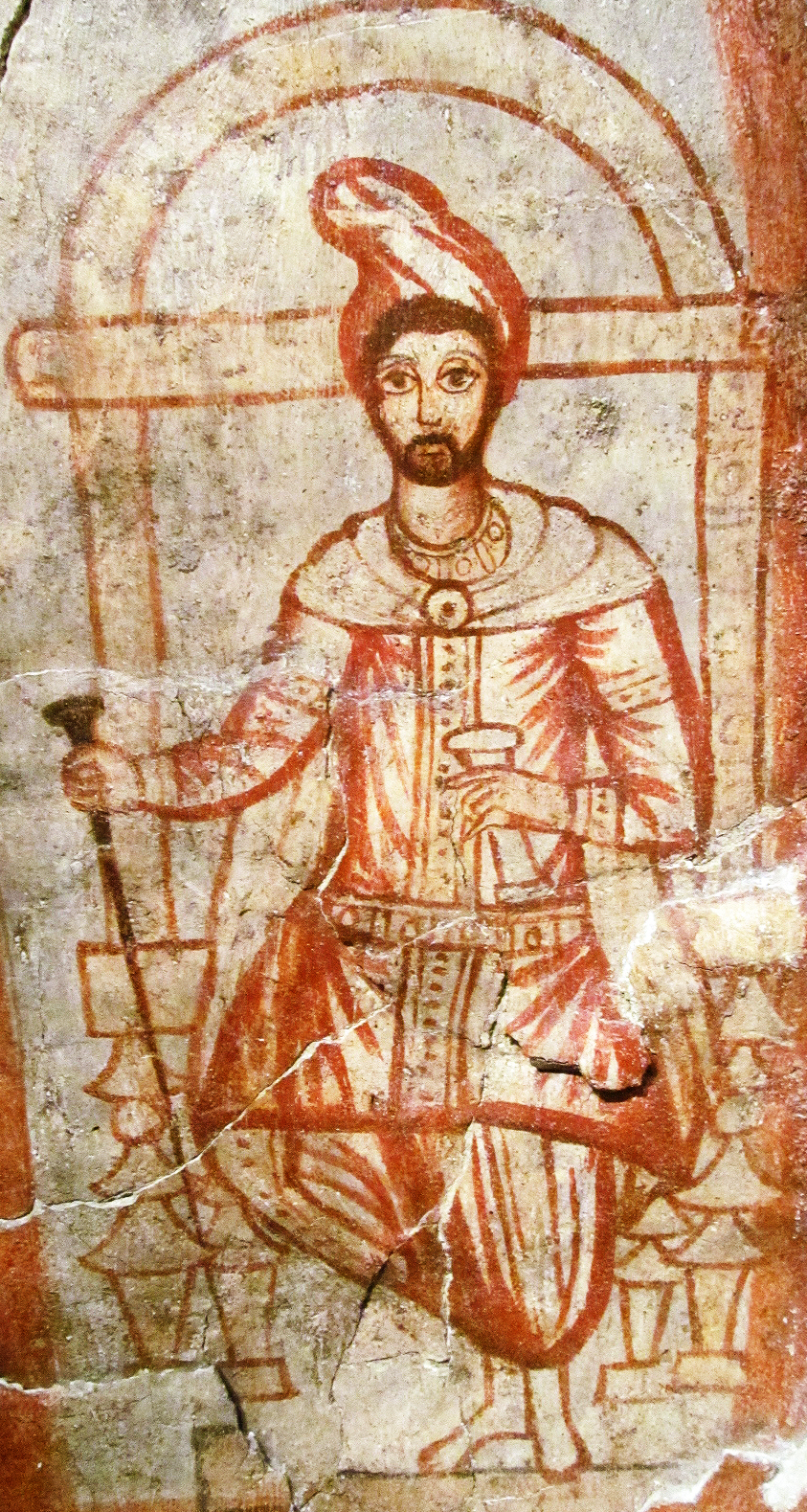
Un affresco del III secolo di Dura Europos nella moderna Siria, raffigurante Zarathustra in abiti religiosi.

### Filosofi e scrittori
Pane quotidiano del primo Nietzsche furono i filosofi antichi presocratici, soprattutto Eraclito (per la negazione dell'essere, pur rimanendo prudente per quanto riguarda il "logos" eracliteo); Empedocle (concepì di comporre un'opera poetica intitolata a suo nome); il personaggio religioso Zoroastro-Zarathustra (il fondatore dello Zoroastrismo ed a cui si ispirò per il titolo di Così parlò Zarathustra).
Disprezzò Socrate (l'antitesi dello spirito tragico-dionisiaco) e il suo discepolo Platone (in suo onore coniò il termine platonismo per il popolo per indicare il cristianesimo); ma al di là dell'acuta a critica del platonismo per Nietzsche egli rimase sempre la grande figura del legislatore filosofico); amò Epicuro (per Nietzsche un anticristiano [[ante
litteram]]) e il poeta-filosofo latino Tito Lucrezio Caro; si abilitò all'insegnamento universitario con una dissertazione sulle fonti di Diogene Laerzio.
Lesse con approfondito interesse Il principe dello scrittore e filosofo italiano rinascimentale Niccolò Machiavelli.
Di David Hume conobbe la sua Ricerca sui principi della morale; di Gottfried Wilhelm von Leibniz gli Essais de Théodicée sur la bonté de Dieu, la liberté de l'homme et l'origin du mal (Saggi di teodicea sulla bontà di Dio, la libertà dell'uomo e l'origine del male).
A Voltaire dedicò la prima edizione di Umano, troppo umano. Lesse Emilio o dell'educazione di Jean-Jacques Rousseau.
Conobbe l'opera principale del conte razzista francese Joseph Arthur de Gobineau, il Saggio sulla disuguaglianza delle razze umane (da cui derivò il concetto di "razza ariana").

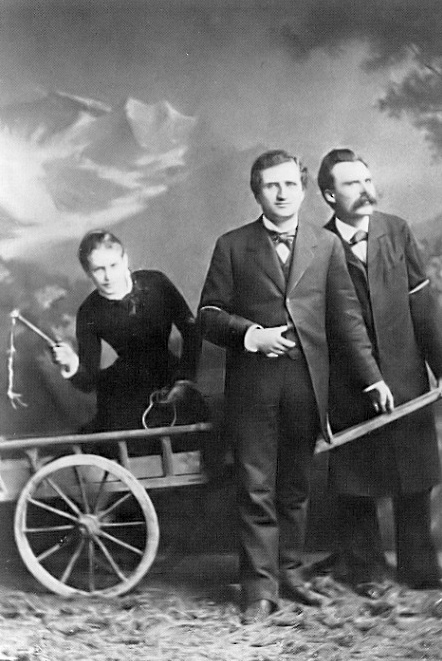
Lou von Salomé, Paul Rée e Nietzsche nel 1882.

Tra i moderni oltre ai già accennati cita in numerosi passi dei suoi appunti i Saggi di Michel de Montaigne, Julien Offray de La Mettrie (con l'uomo macchina), Karl Eugen Dühring (un esempio secondo lui di "Ressentiment" della giustizia concepita come vendetta), Jean-Marie Guyau, Alfred Fouillée, l'amico di origini ebraiche e studioso delle religioni Paul Rée (Über den Ursprung der moralischen Empfindungen Chemnitz: 1877 e Entstehung des Gewissen), Johann Jakob Bachofen (con Il matriarcato) ed infine il poeta-filosofo italiano Giacomo Leopardi con I Canti.

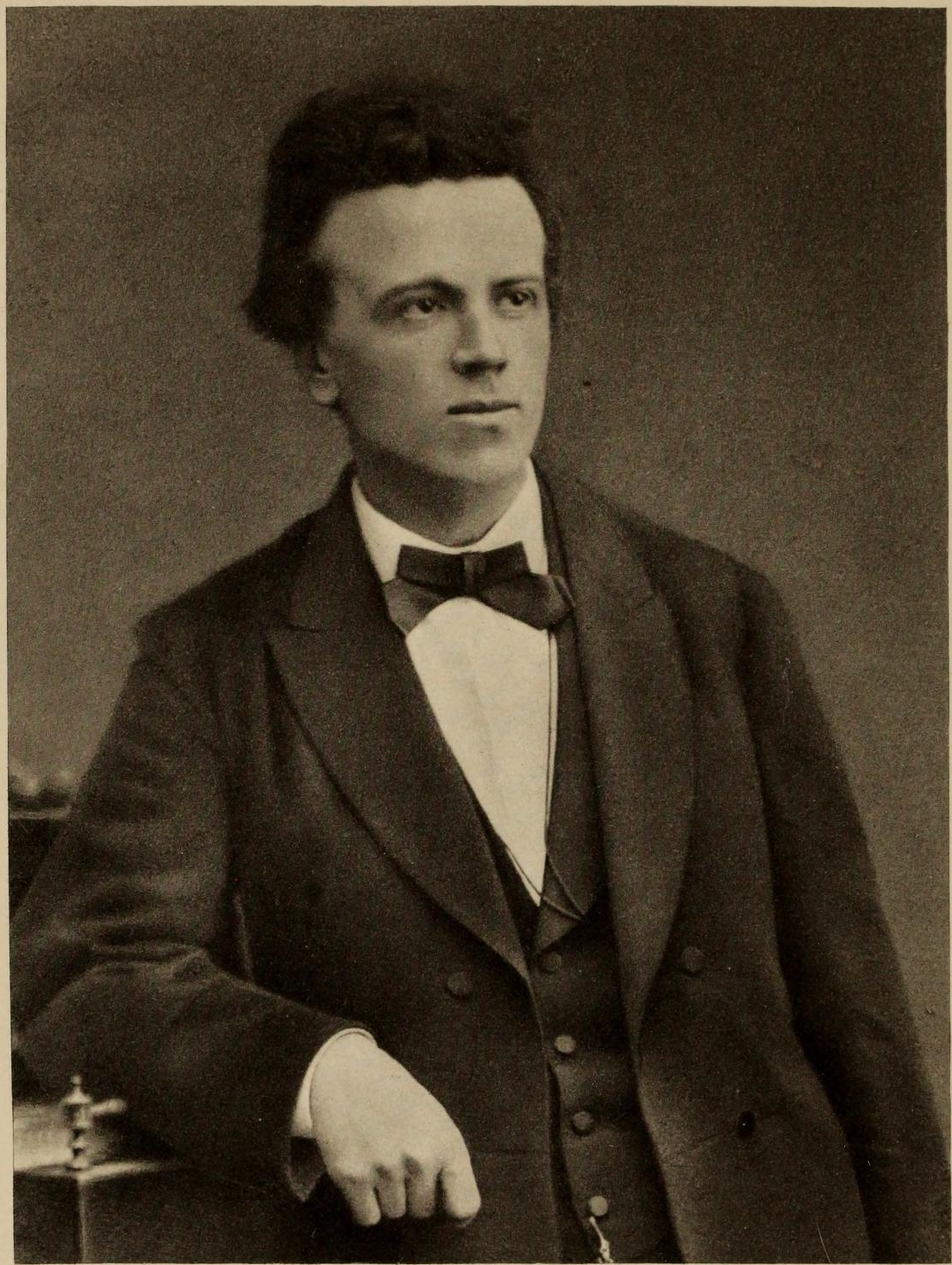
Franz Camille Overbeck nel 1876.

Rifletté sull'opera del collega universitario nonché professore di teologia Franz Camille Overbeck.
Rimane probabile, anche se incerta, la sua conoscenza de L'Unico e la sua proprietà di Max Stirner.
Ebbe una qualche conoscenza del poeta-filosofo libertario Jean-Marie Guyau (considerato il "Nietzsche francese"), possedette di lui Esquisse d'une morale sans obligation ni sanction (Parigi, 1885) e L'irréligion de l'avenir (1887).
Di Aleksandr Ivanovič Herzen lesse Le cerveau et l’activité cérébrale au point de vue psycho-physiologique (Parigi, 1887). Conobbe infine Alfred Fouillée, Harald Høffding, Émile Littré, Philipp Mainländer, Jean Richepin (Les blasphèmes, Parigi 1884)), Charles Robert Richet (Essai de psychologie générale, Parigi: 1887 e L'Homme et l'intelligence : Fragments de physiologie et de psychologie, Parigi: 1884), Eugène Scribe, Jonathan Swift, il fisico-filosofo tedesco Ernst Mach ed infine lo studioso di astrofisica Johann Karl Friedrich Zöllner.

### Uomini politici
Dalle sue note sparse possiamo conoscere la profonda stima e rispetto dimostrati da Nietzsche nei riguardi di Pericle, Alessandro Magno (da lui considerato come la reincarnazione del dio greco Dioniso), Giulio Cesare, Cesare Borgia, Federico II di Prussia, Napoleone Bonaparte.

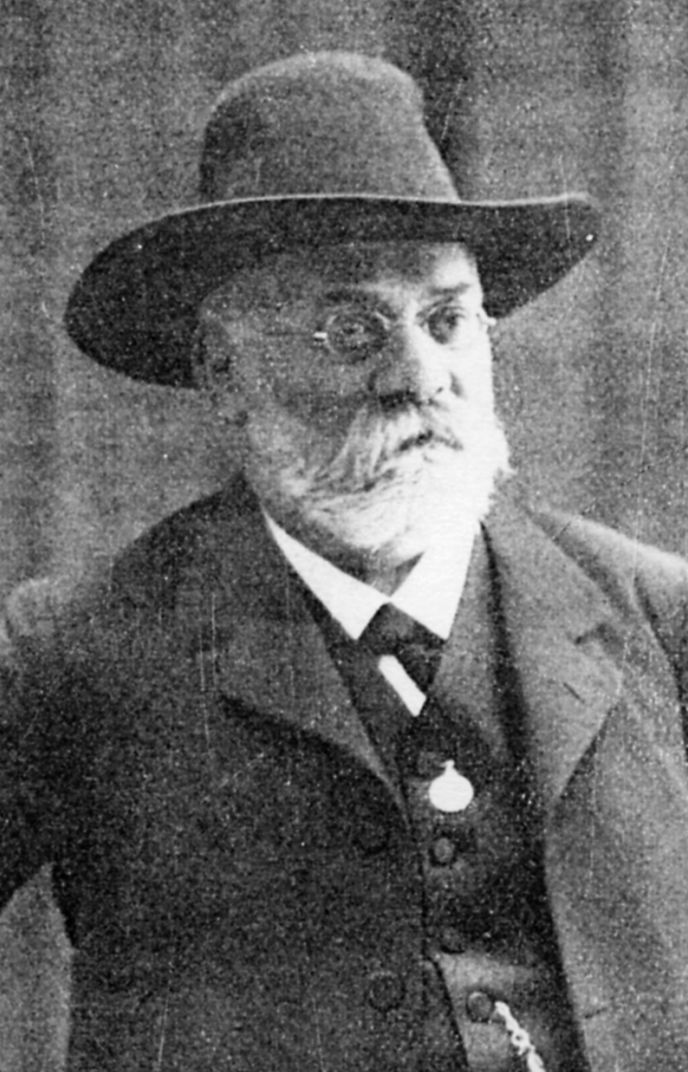
Paul Deussen.

### Storici
Tra gli storici da lui preferiti vi furono il greco Tucidide (con la Guerra del Peloponneso), Gaio Sallustio Crispo, il professor Jacob Burckhardt (con la Storia del Rinascimento), il compagno di studi Paul Deussen (uno dei futuri primi maggiori esperti europei di indologia) il quale gli aprì le porte alla conoscenza dei Vedānta, Hippolyte Taine e, per quanto riguarda la storia dell'arte stimò sopra ogni altro Johann Joachim Winckelmann.
Lesse l'opera dello studioso di egittologia Heinrich Karl Brugsch (Religion und Mythologie der alten Ägypter: nach den Denkmälern, Lipsia 1885)), quella di Karl Hillebrand, di Thomas Carlyle, di Leopold von Ranke ed infine anche La democrazia in America di Alexis de Tocqueville.

### Altri scienziati
I precursori del razzismo scientifico Ernst Haeckel (Nietzsche criticò soprattutto il suo monismo che introduceva a concetti di metafisica in biologia) e Francis Galton (con le Inquiries into Human Faculty and Its Development-Indagini sulla facoltà umana e il suo sviluppo. grazie al quale venne a conoscenza delle prime teorie dell'eugenetica), lo psicologo Théodule-Armand Ribot (Les Maladies de la volonté, Malattie della volontà). Lesse infine L'origine delle specie.
Fu amico di lunga data dell'accademico Erwin Rohde. Conobbe il pedagogo di Sigfried Wagner, Heinrich Freiherr von Stein.

### Artisti
Fu uno studioso attento e perspicace dell'antico autore di lirica greca Teognide, soprattutto per la sua strenua difesa dell'aristocrazia.
Commentò il teatro greco, ma ebbe una spiccata preferenza nei confronti di Sofocle.
Ammirò il teatro di William Shakespeare, soprattutto il personaggio di Marco Giunio Bruto nel Giulio Cesare.
Lesse la prima tragedia di Alessandro Manzoni, Il Conte di Carmagnola.
Da giovane fu un estimatore di Robert Schumann, rimase per un certo periodo di tempo in stretto contatto con Richard Wagner (a cui dedicò l'ultima delle sue considerazioni inattuali, Richard Wagner a Bayreuth del 1876), ma in seguito lo sostituì con Ludwig van Beethoven, Franz Liszt (il padre di Cosima Wagner), Johannes Brahms ma soprattutto Georges Bizet e la sua Carmen.
Considerò invece Fryderyk Chopin e Franz Schubert troppo "effeminati".